# باشگاه فوتبال استقلال تهران در فصل ۷۸–۱۳۷۷
باشگاه فوتبال استقلال تهران در فصل ۷۸–۱۳۷۷ پنجاه و سومین سال حضور باشگاه استقلال در مسابقات فوتبال در ایران بود. استقلال در این فصل در مسابقات جام آزادگان ۷۸–۱۳۷۷، جام حذفی ۷۸–۱۳۷۷ و جام باشگاه‌های آسیا ۹۹–۱۹۹۸ شرکت کرد و در پایان در تمامی این مسابقات به مقام دومی رسید.

## پیش‌زمینه
استقلال که فصل قبل قهرمان جام آزادگان شده بود به عنوان مدافع عنوان قهرمانی فصل جدید را آغاز کرد. این قهرمانی به استقلال مجوز حضور در جام باشگاه‌های آسیا را نیز داد تا استقلال بعد از شش فصل غیبت در این مسابقات یک بار دیگر به عنوان نماینده ایران شانسش را برای قهرمانی در آسیا بیازماید.

## شرح فصل
استقلال همانند فصل گذشته این فصل را نیز با هدایت ناصر حجازی آغاز کرد ولی نتایج پر نوسان تیم باعث شد تا استقلال از میانه‌های فصل از جام قهرمانی لیگ دور بماند. عدم موفقیت در بازی‌های آسیایی که با میزبانی خود استقلال برگزار می‌شد و باخت این تیم در دیدار فینال برابر تیم جوبیلو ایواتا از ژاپن بر میزان شکست‌های فصل افزود و در نهایت در شرایطی که تنها چهار بازی به پایان لیگ آزادگان مانده بود حجازی بعد از شکست عجیب و پر حرف و حدیث ۴–۳ در برابر سایپا از سمت خود برکنار شد. در چهار بازی باقیمانده از لیگ سکان هدایت تیم را به جواد زرینچه سپرده شد. با پایان بازی‌های لیگ و برای بازی‌های جام حذفی نیز سکوموروخوف مربی پیشین استقلال در سال‌های ابتدایی دهه ۱۳۷۰ مجدداً به ایران آمد و هدایت تیم را بر عهده گرفت اما استقلال در جام حذفی نیز ناموفق نشان داد و در نهایت بعد از شکست ۱–۲ برابر تیم پرسپولیس به عنوان دومی بسنده کرد تا سومین نایب قهرمانی استقلال در این فصل نیز شکل گیرد.
استقلال قبل از شروع بازیهای این فصل یک اردوی آمادگی در کشور آلمان برگزار کرد. کاروان استقلال روز دوشنبه ۱۶ شهریور عازم کشور آلمان شد. استقلال در این اردو سه بازی با تیمهای بایر لورکوزن، سیزبورگ و فورتونا دوسلدورف انجام داد. حاصل این بازیها یک شکست و دو پیروزی بود.

## بازی‌ها

### جام آزادگان
منبع
| ۲۷ شهریور ۱۳۷۷ ۱ | استقلال تهران | ۱ – ۱ | صنعت نفت آبادان | تهران                                                |
| ۱۸:۰۰            | موسوی ۱۵'     | گزارش | جنامی ۵۰' '۹۰   | ورزشگاه: آزادی تماشاگران: ۳۰۰۰۰ داور: علیرضا صادقی‌جو |

| ۳ مهر ۱۳۷۷ ۲ | پاس تهران      | ۱ – ۱ | استقلال تهران                 | تهران                           |
|              | حسین خطیبی ۴۶' | گزارش | موسوی ۳۰' · تیموریان · یزدانی | ورزشگاه: آزادی داور: حسین عسگری |

| ۱۰ مهر ۱۳۷۷ ۳ | ملوان انزلی                                                       | ۱ – ۲ | استقلال تهران                         | انزلی                                                 |
|               | پرنیان‌فر ۵۳' · بهروز فداکار '۴۵ · پورغلامی '۶۵ · رضا نادرنژاد '۸۳ | گزارش | موسوی ۸' · چینی ۳۰' '۲۴ · ملکیان '۴۵  | ورزشگاه: تختی انزلی تماشاگران: ۲۰۰۰۰ داور: جلال مرادی |

| ۲۴ مهر ۱۳۷۷ ۴ | تراکتورسازی تبریز | ۱ – ۴ | استقلال تهران                                                             | تبریز                                                 |
|               | برمک ۱۳'          | گزارش | اکبرپور ۹' · یزدانی ۳۵' · منصوریان ۸۶' '۸۲ · بختیاری‌زاده '۸۹ · حجازی ۹۰'  | ورزشگاه: تختی تبریز تماشاگران: ۲۰۰۰۰ داور: حسین عسگری |

| ۱۲ آبان ۱۳۷۷ ۵ | استقلال تهران                             | ۱ – ۲ | ابومسلم مشهد                                                          | تهران                                           |
| ۱۶:۰۰          | مومنی ۷۸' (پنالتی) · یحیوی · منصوریان '۷۸ | گزارش | گل‌چشمه ۵۸' (پنالتی) · محمودی ۷۲' · واحدی‌نیکبخت  '۱۳ · رمضان شکری  '۵۰ | ورزشگاه: آزادی تماشاگران: ۲۵۰۰۰ داور: علی خسروی |

| ۱۷ آبان ۱۳۷۷ ۶ | شهرداری تبریز | ۰ – ۰ | استقلال تهران | تبریز                                |
|                |               | گزارش | چینی مومنی    | ورزشگاه: تختی تبریز داور: جلال مرادی |

| ۲۲ آبان ۱۳۷۷ ۷ (دربی ۴۵) | استقلال تهران                                     | ۰ – ۱ | پیروزی تهران                                                 | تهران                                                |
| ۱۴:۰۰                    | یزدانی '۱۳ · موسوی '? '۶۷ · نوازی '۸۹ · مومنی '۹۰ | گزارش | استیلی '۱۵ '۵۰ · رهبری‌فر '۳۲ · مهدوی‌کیا '۳۶ · هاشمی‌نسب ۳+۴۵' | ورزشگاه: آزادی تماشاگران: ۱۰۰۰۰۰ داور: محمود الرفاعی |

| ۶ دی ۱۳۷۷ ۸                                                                                   | فولاد خوزستان                                                       | ۰ – ۳ | استقلال تهران                                                  | اهواز                                |
|                                                                                               | افشین عالی‌وند  '۳۲ محمد عارف‌نیا  '۴۰ بختیاری‌زاده  '۵۲ خلف نیسی  '۶۶ | گزارش | حردانی '۴۳ · تیموریان '۴۴ · ملکیان ۵۲'، ۷۱'  '۶۵ · اکبرپور ۸۷' | ورزشگاه: تختی اهواز داور: جلال مرادی |
| یادداشت: این بازی باید در هفته اول برگزار میشد که به دلیل سفر استقلال به آلمان به تعویق افتاد |                                                                     |       |                                                                |                                      |

| ۱۱ دی ۱۳۷۷ ۹ | استقلال تهران       | ۰ – ۱ | ذوب‌آهن اصفهان                                       | تهران                                              |
| ۱۴:۳۰        | حجازی '۴۱ مجیدی '۶۹ | گزارش | ورژ سرکیسیان '۱۴ · حسینی ۳۰' · اسلاویک سوکازیان '۵۰ | ورزشگاه: آزادی تماشاگران: ۳۰۰۰۰ داور: عبود سنگاشکن |

| ۱۵ دی ۱۳۷۷ ۱۰ | بانک ملی تهران                                             | ۱ – ۳ | استقلال تهران                                           | تهران                                              |
|               | حسین سیدصالحی '۴۸ · عزیزی ۵۳' · حسین کاظمی '۷۰ · حسینی '۷۹ | گزارش | دین‌محمدی ۳۰' · حردانی ۳۹' · بختیاری‌زاده '۶۲ · نوازی ۷۰' | ورزشگاه: آزادی تماشاگران: ۱۰۰۰۰ داور: مصطفی دانشور |

| ۲۲ دی ۱۳۷۷ ۱۱ | استقلال تهران                          | ۴ – ۲ | پلی اکریل اصفهان          | تهران                                               |
|               | ملکیان ۳'، ۳۴' · اکبرپور ۸' · فکری ۵۲' | گزارش | میرزایی ۵۴'، ۸۵' (پنالتی) | ورزشگاه: آزادی تماشاگران: ۲۰۰۰۰ داور: محمدعلی فروغی |

| ۲۹ دی ۱۳۷۷ ۱۲ | چوکا تالش | ۱ – ۱ | استقلال تهران                                                    | تالش                                                       |
|               | امین ۴۹'  | گزارش | بختیاری‌زاده '۲۷ · دین‌محمدی ۶۲' (پنالتی) · موسوی '۸۷ · محمودی '۸۹ | ورزشگاه: پوریای ولی تالش تماشاگران: ۱۲۰۰۰ داور: حسین عسگری |

| ۴ بهمن ۱۳۷۷ ۱۳ | استقلال تهران                                    | ۳ – ۰ | فولاد خوزستان                        | تهران                            |
|                | موسوی ۱۷' · اکبرپور ۴۹' · مجیدی '۵۱ · ملکیان ۷۷' | گزارش | نوری پروهان  '۳۷ علی بختیاری‌زاده '۸۴ | ورزشگاه: آزادی داور: احمد ابهران |

| ۹ بهمن ۱۳۷۷ ۱۴ | صنعت نفت آبادان | ۰ – ۱ | استقلال تهران          | آبادان                                                 |
|                | محمد پیکاره '۸۴ | گزارش | موسوی ۴' · اکبرپور '۷۴ | ورزشگاه: تختی آبادان تماشاگران: ۲۵۰۰۰ داور: جلال مرادی |

| ۱۶ بهمن ۱۳۷۷ ۱۵ | استقلال تهران                     | ۱ – ۱ | پاس تهران                                 | تهران                                            |
| ۱۵:۰۰           | مجیدی '۵۵ · دین‌محمدی ۸۵' (پنالتی) | گزارش |  · جانملکی  '۴۰ · خطیبی ۵۰'  '۷۱ · جنامی  | ورزشگاه: آزادی تماشاگران: ۴۰۰۰۰ داور: حسین عسگری |

| ۲۵ بهمن ۱۳۷۷ ۱۶ | استقلال تهران                           | ۱ – ۱ | ملوان انزلی                                                                      | تهران                                               |
|                 | دین‌محمدی ۶۲' (پنالتی) · بختیاری‌زاده '۶۳ |       | خرمگاه ۴' (گل‌به‌خودی) · رضا صفرخواه  '۶۰ · بهروز فداکار  '۶۵ · محمود زیدآبادی '۹۰ | ورزشگاه: آزادی تماشاگران: ۲۵۰۰۰ داور: محمد پیروزرام |

| ۱۴ اسفند ۱۳۷۷ ۱۷ | ذوب‌آهن اصفهان                                | ۱ – ۱ | استقلال تهران                  | اصفهان                                                    |
|                  | فخرمحمدی  '۳۴ · محققیان ۶۷' · داداش‌زاده  '۶۷ | گزارش | تقوی ۳۳' · مجیدی · حسن‌زاده '۸۷ | ورزشگاه: ۲۲ بهمن اصفهان تماشاگران: ۲۰۰۰۰ داور: جلال مرادی |

| ۱۸ اسفند ۱۳۷۷ ۱۸ | فجرسپاسی شیراز | ۰ – ۱ | استقلال تهران                                                  | شیراز                                                   |
|                  |                | گزارش | برومند  '۲۳ · نوازی  '۳۹ · ملکیان ۴۴' · فکری '۷۵ · محمودی  '۹۰ | ورزشگاه: حافظیه شیراز تماشاگران: ۲۵۰۰۰ داور: سیامک بخشی |

| ۲۳ اسفند ۱۳۷۷ ۱۹ | استقلال تهران                     | ۲ – ۰ | بانک ملی تهران | تهران                           |
|                  | مجیدی ۴۰' · اصغرخانی ۶۳' · زرینچه | گزارش |                | ورزشگاه: آزادی داور: حسین عسگری |

| ۲۸ اسفند ۱۳۷۷ ۲۰ | استقلال تهران                       | ۱ – ۰ | شهرداری تبریز  | تهران                                            |
|                  | هاشم حیدری ۵۷' · حسن‌زاده  · خرمگاه  |       | جعفری  داستان  | ورزشگاه: آزادی تماشاگران: ۲۰۰۰۰ داور: جلال مرادی |

| ۱۵ فروردین ۱۳۷۸ ۲۱ | استقلال تهران        | ۰ – ۰ | سایپا تهران | تهران                                                 |
|                    | دین‌محمدی بختیاری‌زاده | گزارش | سعید رجبی   | ورزشگاه: تختی تهران  تماشاگران: ۱۵۰۰۰ داور: ایرج نظری |

| ۲۰ فروردین ۱۳۷۸ ۲۲ (دربی ۴۶) | پیروزی تهران                                             | ۱ – ۱ | استقلال تهران                                                              | تهران                                                  |
|                              | هاشمی‌نسب ۴' · سعداوی '۸۵ · عابدزاده · رهبری‌فر · محمدخانی | گزارش | ملکیان ۴۴' · تقوی '۸۵ · حسن‌زاده '۸۹ · بختیاری‌زاده · فکری · زرینچه · برومند | ورزشگاه: آزادی  تماشاگران: ۱۰۰۰۰۰ داور: عبدالرحمان زید |

| ۲۴ فروردین ۱۳۷۸ ۲۳ | سپاهان اصفهان                             | ۱ – ۱ | استقلال تهران                | اصفهان                                                 |
|                    | بصیرت ۱۸' (پنالتی) · استپانیان · مومن‌زاده | گزارش | اکبرپور ۲۲' · خرمگاه · یحیوی | ورزشگاه: تختی اصفهان تماشاگران: ۲۰۰۰۰ داور: سیامک بخشی |

| ۲۹ فروردین ۱۳۷۸ ۲۴ | پلی اکریل اصفهان | ۱ – ۰ | استقلال تهران | اصفهان                                             |
|                    | فرزاد حیدری ۶۹'  | گزارش |               | ورزشگاه: تختی تماشاگران: ۱۵۰۰۰ داور: محمدعلی فروغی |

| ۱۴ اردیبهشت ۱۳۷۸ ۲۵ | ابومسلم مشهد                                      | ۱ – ۲ | استقلال تهران                                                   | مشهد                                                 |
|                     | گل‌چشمه ۳۰' (پنالتی) · بادامکی '۸۹ · بخشعلی رحیمی  | گزارش | مجیدی ۱۲' · موسوی ۶۵' · محمودی · بختیاری‌زاده · حجازی · چینی '۸۹ | ورزشگاه: تختی مشهد تماشاگران: ۱۲۰۰۰ داور: جلال مرادی |

| ۱۹ اردیبهشت ۱۳۷۸ ۲۶ | سایپا تهران                                                   | ۴ – ۳ | استقلال تهران                          | تهران                            |
|                     | صالح ۲۵' · یوسف‌لو ۶۱' · ابوالقاسم‌پور ۷۰'، ۸۲' · امیر آقاجانی  | گزارش | موسوی ۱۱'، ۳۴' · دین‌محمدی ۵۸' (پنالتی) | ورزشگاه: آزادی داور: احمد ابهران |

| ۲۳ اردیبهشت ۱۳۷۸ ۲۷ | استقلال تهران                                       | ۳ – ۲ | تراکتورسازی تبریز              | تهران                                           |
|                     | دین‌محمدی ۵' (پنالتی) · مجیدی ۸' · موسوی ۳۴' · نوازی | گزارش | برمک ۴۴' (پنالتی) · رستمی ۶۰'  | ورزشگاه: آزادی تماشاگران: ۷۰۰۰۰ داور: علی خسروی |

| ۲۷ اردیبهشت ۱۳۷۸ ۲۸ | استقلال تهران                                         | ۲ – ۱ | فجرسپاسی شیراز                         | تهران                                                  |
|                     | حیدری ۱۳' · فکری ۴۷' · نوازی · برومند · تقوی · خرمگاه |       | خرم‌زی ۷۵' · فاطمی  · فخری  · مهابادی   | ورزشگاه: آزادی تماشاگران: ۷۰۰۰۰ داور: فریدون اصفهانیان |

| ۳۱ اردیبهشت ۱۳۷۸ ۲۹                                                    | استقلال تهران                                                                     | ۶ – ۱ | چوکا تالش | تهران                                           |
|                                                                        | دین‌محمدی ۳'، ۵۸' ·  '‍۱۸ · موسوی ۴۴' (پنالتی) · مجیدی ۵۵'، ۶۲' · حیدری ۸۹' · محمودی |       | سیفی ۷'   | ورزشگاه: تختی تماشاگران: ۳۵۰۰۰ داور: محمد شجاعی |
| یادداشت: هر دو پنالتی این بازی به خاطر خظای هند مدافعان چوکا اعلام شد. |                                                                                   |       |           |                                                 |

#### جایگاه در جدول
| # | تیم                    | بازی | برد | مساوی | باخت | گلِ‌زده | گلِ‌خورده | تفاضل | امتیاز |
| - | ---------------------- | ---- | --- | ----- | ---- | ----- | ------- | ----- | ------ |
| ۱ | باشگاه فوتبال پرسپولیس | ۳۰   | ۱۹  | ۸     | ۳    | ۵۶    | ۲۱      | ۳۵    | ۶۵     |
| ۲ | استقلال                | ۳۰   | ۱۴  | ۱۱    | ۵    | ۵۰    | ۲۸      | ۲۲    | ۵۳     |
| ۳ | سپاهان                 | ۳۰   | ۱۳  | ۱۴    | ۳    | ۳۸    | ۱۹      | ۱۹    | ۵۳     |
| ۴ | سایپا                  | ۳۰   | ۱۳  | ۱۰    | ۷    | ۴۳    | ۳۳      | ۱۱    | ۴۹     |

### جام حذفی
منبع
| ۲۳ آذر ۱۳۷۷ ۱/۱۶ نهایی | استقلال تهران                                                                            | ۸ – ۱ | شهرداری اردبیل | تهران                            |
| ۱۵:۰۰                  | حردانی  ۲'، ۳۲'، ۳۴'، ۴۰' · آتیلا حجازی ۴۵' · چینی ۵۷' · ملکیان ۶۵' · اکبرپور ۸۳' · تقوی | گزارش | یوسف خسروی ۳۴' | ورزشگاه: آزادی داور: مهدی هنروری |

| ۲۰ بهمن ۱۳۷۷ ۱/۱۶ نهایی | شهرداری اردبیل | ۰ – ۰ | استقلال تهران | اردبیل                                                   |
|                         |                | گزارش |               | ورزشگاه: تختی اردبیل تماشاگران: ۵۰۰۰ داور: احمد اسماعیلی |

| ۱۰ فروردین ۱۳۷۸ ۱/۸ نهایی | استقلال رشت | ۱ – ۱ | استقلال تهران | رشت               |
|                           | بنی‌احمد ۲'  |       | حیدری ۱۸'     | ورزشگاه: عضدی رشت |

| ۶ تیر ۱۳۷۸ ۱/۴ نهایی | استقلال تهران                                                                | ۵ – ۰ | نساجی مازندران | تهران                                            |
|                      | ملکیان ۷'، ۴۳' · علی نجفی ۵۱' (گل‌به‌خودی) · حیدری ۵۴' (پنالتی) · دین‌محمدی ۶۷' | گزارش |                | ورزشگاه: آزادی تماشاگران: ۱۰۰۰۰ داور: جلال مرادی |

| ۱۱ تیر ۱۳۷۸ نیمه‌نهایی | استقلال تهران               | ۱ – ۰ | پاس تهران                         | تهران                                           |
|                       | ملکیان ۵۱' · مجیدی · ملکیان | گزارش | جانملکی  · آقاجانیان  · خطیبی‌ '۹۰ | ورزشگاه: آزادی تماشاگران: ۳۵۰۰۰ داور: علی خسروی |

| ۲۰ تیر ۱۳۷۸ فینال (دربی ۴۷) | استقلال تهران                                    | ۱ – ۲ | پیروزی تهران                                            | تهران                          |
|                             | بختیاری‌زاده ۵۰' · حاجی‌پور · محمودی · بختیاری‌زاده | گزارش | هاشمی‌نسب ۱۱' (پنالتی) · پیروانی ۸۵' · استیلی · انصاریان | ورزشگاه: آزادی داور: محمد کوسا |

نکته : تیم استقلال رشت در بازی برگشت مرحله یک هشتم نهایی جام حذفی حاضر نشد و استقلال ۳–۰ برنده اعلام شد

### جام باشگاه‌های آسیا
منبع
| ۱۷ مهر ۱۳۷۷ ۱/۸ نهایی | نیروی هوایی عراق | ۱ – ۱ | استقلال تهران | بغداد، عراق          |
|                       | ابوسهیل ۷۱'      | گزارش | موسوی ۲+۹۰'   | ورزشگاه: الشعب بغداد |

| ۱ آبان ۱۳۷۷ ۱/۸ نهایی | استقلال تهران           | ۲ – ۰ | نیروی هوایی عراق                | تهران، ایران                                            |
| ۱۶:۰۰                 | اکبرپور ۳۵' · مومنی ۴۴' | گزارش | ولید آجیل '۱۶ کاظم علی صالح '۳۶ | ورزشگاه: آزادی تماشاگران: ۱۰۰۰۰۰ داور: محمد یحیی سانهوپ |

| ۶ اسفند ۱۳۷۷ ۱/۴ نهایی | استقلال تهران                                                    | ۲ – ۱ | الهلال عربستان                                      | العین، امارات                                |
|                        | بختیاری‌زاده '۱۳ · مجیدی ۱۳' '۲۵ · دین‌محمدی ۳۹' '۶۲ · حسن‌زاده '۴۵ | گزارش | بشار عبدالله ۴۷' · نواف التمیاط · عبداله دوساری '۷۲ | ورزشگاه: طحنون بن محمد داور: ماسایوشی اوکادا‏‎ |

| ۸ اسفند ۱۳۷۷ ۱/۴ نهایی | العین امارات                  | ۰ – ۱ | استقلال تهران                            | العین، امارات                                   |
|                        | رشید داوودی '۱۴ فاکر حمید '۸۰ | گزارش | اکبرپور ۷۱' · فکری '۱۱ · بختیاری‌زاده '۲۶ | ورزشگاه: طحنون بن محمد تماشاگران: ۲۵۰۰۰ داور: ؟ |

| ۱۰ اسفند ۱۳۷۷ ۱/۴ نهایی | استقلال تهران         | ۰ – ۱ | کپه‌داغ ترکمنستان                                                              | العین، امارات                          |
|                         | خرمگاه‎  '۳۰ چینی‎  '۶۷ | گزارش | کوچکولی کوچکولیف '۱۸ · مرادنور یاکدیف '۶۴ · ولادیمیر خالیکوف ۷۱' · کولیوف '۸۴ | ورزشگاه: طحنون بن محمد داور: سری رایان |

| ۸ اردیبهشت ۱۳۷۸ نیمه‌نهایی                        | استقلال تهران                                                 | ۴ – ۳ (وقت اضافه) | دالیان چین                                                  | تهران، ایران                                    |
|                                                  | فکری ۴۴' · موسوی ۵۲' · اکبرپور ۸۶' · موسوی '۱۱۰ · بختیاری‌زاده | گزارش             | یانگ سونگ ۶۰'، ۶۵' · لی مینگ ۷۵' · شاهرودی  · ژانگ یائوکان  | ورزشگاه: آزادی تماشاگران: ۸۰۰۰۰ داور: محمد کوسا |
| یادداشت: گل دوم علی موسوی شامل قانون گل طلایی شد |                                                               |                   |                                                             |                                                 |

| ۱۰ اردیبهشت ۱۳۷۸ فینال | استقلال تهران       | ۱ – ۲ | جوبیلو ایواتا ژاپن                          | تهران، ایران                                           |
|                        | دین‌محمدی ۶۵' · فکری | گزارش | سوزوکی ۳۴' · ناکایاما ۳+۴۵' · نانامی '۳+۹۰  | ورزشگاه: آزادی تماشاگران: ۱۲۰۰۰۰ داور: عمر صالح المحنا |

### بازی دوستانه
| ۱۲ شهریور ۱۳۷۷ دوستانه ۱ | استقلال تهران                                                              | ۵ – ۳ | آرارات تهران                           | تهران                                                        |
|                          | حجازی (نیمه اول) · موسوی (نیمه اول) · مجیدی (نیمه دوم) · ملکیان (نیمه دوم) |       | (نیمه اول) · (نیمه دوم) · (نیمه دوم) · | ورزشگاه: مرغوبکار تهران تماشاگران: ۱۰۰۰۰ داور: داود کریم‌پور  |

| ۱۹ شهریور ۱۳۷۷ دوستانه ۲                         | بایر لورکوزن | ۱ – ۰ | استقلال تهران | آلمان |
| یادداشت: این بازی در دو وقت ۳۵ دقیقه‌ای برگزار شد |              |       |               |       |

| ۲۱ شهریور ۱۳۷۷ دوستانه ۳ | سیزبورگ | ۱ – ۷ | استقلال تهران                 | آلمان |
|                          |         |       | ملکیان · گروسی · مومنی · چینی |       |

| ۲۳ شهریور ۱۳۷۷ دوستانه ۴ | فورتونا دوسلدورف | ۲ – ۳ | استقلال تهران          | آلمان |
|                          |                  |       | یزدانی · گروسی · موسوی |       |

| ۲۷ مهر ۱۳۷۷ دوستانه ۵ | شهید عاصی‌زاده اردکان | ۰ – ۱ | استقلال تهران | اردکان                |
|                       |                      |       | اکبرپور       | ورزشگاه: آزادی اردکان |

| ۳ آبان ۱۳۷۷ دوستانه ۶                                              | استقلال تهران       | ۲ – ۱ | عمان                            | تهران                                            |
|                                                                    | محمد نوازی ۵۳'، ۸۴' | گزارش | قاسم مسعود ۵۶' · فرید المزروقی  | ورزشگاه: آزادی تماشاگران: ۱۵۰۰۰ داور: محمد فنایی |
| یادداشت: در پایان این بازی محمد فنایی از دنیای داوری خداحافظی کرد. |                     |       |                                 |                                                  |

| ۹ آبان ۱۳۷۷ دوستانه ۷ | استقلال تهران                    | ۶ – ۳ | ندسا تهران | تهران                   |
|                       | حسن‌زاده · گروسی · حردانی · حجازی |       |            | ورزشگاه: مرغوبکار تهران |

| ۱۹ آذر ۱۳۷۷ دوستانه ۸ | استقلال تهران    | ۳ – ۱ | ندسا تهران | تهران                   |
|                       | اکبرپور · حردانی |       |            | ورزشگاه: مرغوبکار تهران |

| ۱ تیر ۱۳۷۸ دوستانه ۱۰ | استقلال تهران   | ۳ – ۰ | الکتریک دماوند | تهران                                   |
|                       | حاجی‌پور · حیدری |       |                | ورزشگاه: مرغوبکار تهران تماشاگران: ۴۰۰۰ |

| ۸ تیر ۱۳۷۸ دوستانه ۱۱ | استقلال تهران | ۱ – ۰ | شیر پاک تهران | تهران                       |
|                       | اکبرپور       |       |               | ورزشگاه: مجموعه ورزشی چمران |

## آمار فصل

### عملکرد کلی تیم در فصل
استقلال در این فصل در جام حذفی ۷ بازی برگزار کرد و بازی برگشت مرحله یک‌هشتم نهایی جام حذفی به دلیل عدم حضور تیم استقلال رشت سه بر صفر به نفع استقلال تهران اعلام شد
| عنوان بازیها       | بازی | برد | مساوی | باخت | گل‌زده | گل‌خورده | تفاضل | درصد برد |
| ------------------ | ---- | --- | ----- | ---- | ----- | ------- | ----- | -------- |
| لیگ آزادگان        | ۳۰   | ۱۴  | ۱۱    | ۵    | ۵۰    | ۲۸      | ۲۲    | ۴۷٪      |
| جام حذفی           | ۸    | ۵   | ۲     | ۱    | ۱۸    | ۴       | ۱۵    | ۶۳٪      |
| جام باشگاه‌های آسیا | ۷    | ۴   | ۱     | ۲    | ۱۱    | ۸       | ۳     | ۵۷٪      |
| جمع                | ۴۵   | ۲۳  | ۱۴    | ۸    | ۷۹    | ۴۰      | ۴۰    | ۵۱٪      |

### تعداد بازی
| #  | بازیکن            | مسابقات     | مسابقات  | مسابقات        | جمع |
| #  | بازیکن            | لیگ آزادگان | جام حذفی | باشگاههای آسیا | جمع |
| -- | ----------------- | ----------- | -------- | -------------- | --- |
| ۱  | سیروس دین‌محمدی    | ۲۷          | ۶        | ۷              | ۴۰  |
| ۲  | رضا حسن‌زاده       | ۲۳          | ۷        | ۶              | ۳۶  |
| ۳  | علیرضا اکبرپور    | ۲۷          | ۲        | ۶              | ۳۵  |
| ۴  | کاظم محمودی       | ۲۲          | ۷        | ۶              | ۳۵  |
| ۵  | جواد زرینچه       | ۲۴          | ۴        | ۶              | ۳۴  |
| ۶  | محمود فکری        | ۲۳          | ۴        | ۶              | ۳۳  |
| ۷  | سهراب بختیاری‌زاده | ۲۲          | ۴        | ۶              | ۳۲  |
| ۸  | محمد تقوی         | ۱۹          | ۷        | ۶              | ۳۲  |
| ۹  | محمد نوازی        | ۲۲          | ۲        | ۷              | ۳۱  |
| ۱۰ | فرهاد مجیدی       | ۲۱          | ۵        | ۵              | ۳۱  |
| ۱۱ | فرد ملکیان        | ۲۰          | ۵        | ۵              | ۳۰  |
| ۱۲ | علی چینی          | ۱۹          | ۶        | ۴              | ۲۹  |
| ۱۳ | پرویز برومند      | ۱۸          | ۵        | ۶              | ۲۹  |
| ۱۴ | علی موسوی         | ۲۱          | ۲        | ۳              | ۲۶  |
| ۱۵ | عادل حردانی       | ۱۸          | ۴        | ۱              | ۲۳  |
| ۱۶ | محمد مومنی        | ۱۳          | ۲        | ۵              | ۲۰  |
| ۱۷ | محمد خرمگاه       | ۱۲          | ۱        | ۳              | ۱۶  |
| ۱۸ | آتیلا حجازی       | ۱۳          | ۱        | ۱              | ۱۵  |
| ۱۹ | هاشم حیدری        | ۱۲          | ۳        | ۰              | ۱۵  |
| ۲۰ | محمدعلی یحیوی     | ۱۰          | ۱        | ۱              | ۱۲  |
| ۲۱ | علیرضا منصوریان   | ۶           | ۰        | ۲              | ۸   |
| ۲۲ | محسن گروسی        | ۶           | ۰        | ۲              | ۸   |
| ۲۳ | سرژیک تیموریان    | ۵           | ۱        | ۱              | ۷   |
| ۲۴ | داریوش یزدانی     | ۵           | ۰        | ۲              | ۷   |
| ۲۵ | ایوب اصغرخانی     | ۳           | ۱        | ۱              | ۵   |
| ۲۶ | مسعود قاسمی       | ۲           | ۱        | ۰              | ۳   |
| ۲۷ | افشین حاجی‌پور     | ۰           | ۳        | ۰              | ۳   |
| ۲۸ | رحیم ابراهیم‌پور   | ۱           | ۱        | ۰              | ۲   |
| ۲۹ | محمد نیک‌سیرت      | ۱           | ۱        | ۰              | ۲   |
| ۳۰ | محسن سلطانی       | ۰           | ۲        | ۰              | ۲   |
| ۳۱ | جاوید شکری        | ۱           | ۰        | ۰              | ۱   |
| ۳۲ | حجت حسن‌زاده       | ۱           | ۰        | ۰              | ۱   |
| ۳۳ | قاسم رحمانی‌پویا   | ۰           | ۱        | ۰              | ۱   |
| ۳۴ | مسعود رییسی       | ۰           | ۱        | ۰              | ۱   |
| ۳۵ | محمدرضا مهدوی     | ۰           | ۱        | ۰              | ۱   |
| ۳۶ | علی لطیفی         | ۰           | ۱        | ۰              | ۱   |
| ۳۷ | پیمان صاحب‌جمعی    | ۰           | ۱        | ۰              | ۱   |

### گل‌زنان
استقلال در مجموع فصل ۷۶ گل به ثمر رساند. علی موسوی با پانزده گل در مجموع فصل و ده گل در جام آزادگان بهترین گل‌زن استقلال هم در لیگ و هم در کل فصل بود. استقلال در این فصل صاحب نه ضربه پنالتی شد که هفت پنالتی گل شد و دو پنالتی توسط سیروس دین‌محمدی از دست رفت. سیروس دین‌محمدی چهار پنالتی را گل کرد و یک پنالتی نیز توسط هرکدام از این بازیکنان به گل تبدیل شد: محمد مؤمنی، علی موسوی، هاشم حیدری.
| ردیف | گلزنان            | جام آزادکان | جام حذفی | باشگاههای آسیا | جمع |
| ---- | ----------------- | ----------- | -------- | -------------- | --- |
| ۱    | علی موسوی         | ۱۰          | ۲        | ۳              | ۱۵  |
| ۲    | فرد ملکیان        | ۷           | ۴        | ۰              | ۱۱  |
| ۳    | سیروس دین‌محمدی    | ۸           | ۱        | ۲              | ۱۱  |
| ۴    | علیرضا اکبرپور    | ۵           | ۱        | ۳              | ۹   |
| ۵    | فرهاد مجیدی       | ۶           | ۰        | ۱              | ۷   |
| ۶    | هاشم حیدری        | ۳           | ۲        | ۰              | ۵   |
| ۶    | عادل حردانی       | ۱           | ۴        | ۰              | ۵   |
| ۸    | محمود فکری        | ۲           | ۰        | ۱              | ۳   |
| ۹    | محمد مؤمنی        | ۱           | ۰        | ۱              | ۲   |
| ۹    | علی چینی          | ۱           | ۱        | ۰              | ۲   |
| ۹    | آتیلا حجازی       | ۱           | ۱        | ۰              | ۲   |
| ۱۲   | داریوش یزدانی     | ۱           | ۰        | ۰              | ۱   |
| ۱۲   | محمد نوازی        | ۱           | ۰        | ۰              | ۱   |
| ۱۲   | محمد تقوی         | ۱           | ۰        | ۰              | ۱   |
| ۱۲   | علیرضا منصوریان   | ۱           | ۰        | ۰              | ۱   |
| ۱۲   | سهراب بختیاری‌زاده | ۰           | ۱        | ۰              | ۱   |
| ۱۲   | ایوب اصغرخانی     | ۱           | ۰        | ۰              | ۱   |
| ۱۲   | کل به خودی حریفان | ۰           | ۱        | ۰              | ۱   |
|      | جمع               | ۵۰          | ۱۸       | ۱۱             | ۷۹  |

### دبل و هت‌تریک
|      |                | دبل         | دبل      | دبل            |
| ردیف | گلزنان         | جام آزادکان | جام حذفی | باشگاههای آسیا |
| ---- | -------------- | ----------- | -------- | -------------- |
| ۱    | علی موسوی      | ۱           | ۱        | ۱              |
| ۲    | فرد ملکیان     | ۲           | ۱        | ۰              |
| ۳    | فرهاد مجیدی    | ۱           | ۰        | ۰              |
| ۴    | سیروس دین‌محمدی | ۱           | ۰        | ۰              |
|      | جمع            | ۵           | ۵        | ۵              |

### عملکرد مربیان
استقلال فصل را با ناصر حجازی به عنوان مربی آغاز کرد اما در شرایطی که چهار بازی به پایان لیگ آزادگان مانده بود ناصر حجازی از سمت سرمربیگری استقلال کنار گذاشته شد و موقتاً جواد زرینچه هدایت استقلال را به عهده گرفت و سپس سکوموروخوف به عنوان سرمربی استقلال انتخاب شد و در چهار بازی پایانی جام حذفی بر روی نیمکت استقلال نشست
| عنوان بازیها       | بازی | برد | مساوی | باخت | گل‌زده | گل‌خورده | تفاضل | درصد برد |
| ------------------ | ---- | --- | ----- | ---- | ----- | ------- | ----- | -------- |
| ناصر حجازی         |      |     |       |      |       |         |       |          |
| لیگ آزادگان        | ۲۶   | ۱۱  | ۱۰    | ۵    | ۳۸    | ۲۳      | ۱۵    | ۴۲٪      |
| جام حذفی           | ۳    | ۱   | ۲     | ۰    | ۹     | ۲       | ۸     | ۳۳٪      |
| جام باشگاه‌های آسیا | ۷    | ۴   | ۱     | ۲    | ۱۱    | ۸       | ۳     | ۵۷٪      |
| جواد زرینچه        |      |     |       |      |       |         |       |          |
| لیگ آزادگان        | ۴    | ۳   | ۱     | ۰    | ۱۲    | ۵       | ۷     | ۷۵٪      |
| یوگنی سکوموروخوف   |      |     |       |      |       |         |       |          |
| جام حذفی           | ۴    | ۳   | ۰     | ۱    | ۹     | ۲       | ۷     | ۷۵٪      |
| جمع عملکرد         |      |     |       |      |       |         |       |          |
| ناصر حجازی         | ۳۶   | ۱۶  | ۱۳    | ۷    | ۵۸    | ۳۳      | ۲۶    | ۴۴٪      |
| جواد زرینچه        | ۴    | ۳   | ۱     | ۰    | ۱۲    | ۵       | ۷     | ۷۵٪      |
| سکوموروخوف         | ۴    | ۳   | ۰     | ۱    | ۹     | ۲       | ۷     | ۷۵٪      |

### کاپیتان‌های فصل
| رده | نام           | جام آزادکان | جام حذفی | جام باشگاهها | جمع |
| --- | ------------- | ----------- | -------- | ------------ | --- |
| ۱   | جواد زرینچه   | ۲۴          | ۴        | ۷            | ۳۵  |
| ۲   | رضا حسن‌زاده   | ۵           | ۳        | ۰            | ۸   |
| ۳   | محمدعلی یحیوی | ۱           | ۰        | ۰            | ۱   |

- فقط کاپینانهایی که بازی را شروع کرده‌اند در این جدول قرار گرفته‌اند و کاپیتانهای تعویضی محاسبه نشده‌اند.